# Odra 1002

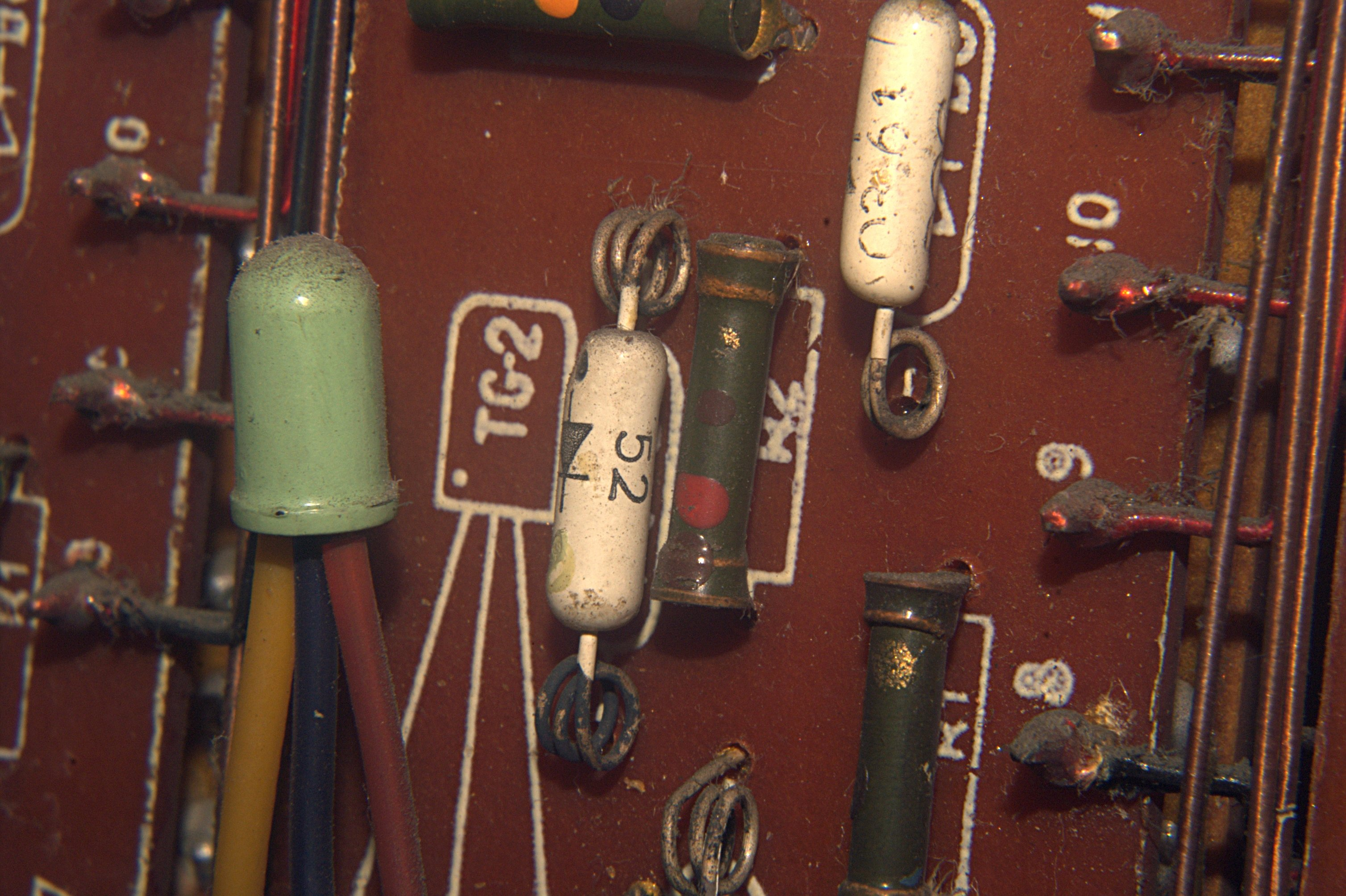
Układy logiczne na diodach DOG-52 i tranzystorach produkcji Tewy

Odra 1002 – prototyp lampowo-tranzystorowego komputera wykonany w Zakładach Elektronicznych Elwro w 1962.
Była rozwinięciem Odry 1001, ale nie uzyskała zadowalającej niezawodności i nie weszła do produkcji. Wykonana została tylko w jednym egzemplarzu (obecnie w Muzeum Techniki w Warszawie).

## Historia
Nazwa komputera, którego model opracowały Wrocławskie Zakłady Elektroniczne ELWRO, nawiązywała do rzeki przepływającej przez Wrocław oraz do obchodów tysiąclecia państwa polskiego. Prototyp komputera Odra 1002 opracował zespół w składzie: Jan Markowski (kierownik), Ryszard Wrona, Ryszard Nowakowski, Alfred Florianowicz, Henryk Matuszewski, Heliodor Stanek, Janusz Łakomski, Adam Początek, Kandyt Strużak (główny technolog Elwro), Władysław Bara, Stanisław Stefańczak. Współpracowali z nimi profesor Thanasis Kamburelis oraz konstruktorzy: dr inż. Andrzej Zasada (odpowiedzialny za techniczną realizację układów logicznych) i mgr inż. Janusz Książek. W modelu Odra 1002 użyto  lamp i półprzewodników. Egzemplarz Odry 1002 powstał tylko w jednym egzemplarzu i jest przechowywany w Muzeum Techniki w Warszawie.

## Dane techniczne
- 36-bitowe słowo maszynowe
- pamięć operacyjna: bębnowa
- pojemność pamięci: 4096 słowa maszynowe
- urządzenia we-wy:
  - czytnik taśmy perforowanej
  - perforator taśmy
  - dalekopis
- szybkość: 800 dodawań na sekundę.